# Edhun
Edhun (Eadhun, Ealhun; żył w IX wieku) – średniowieczny biskup Winchesteru.
Wiadomo, że został wyświęcony na biskupa między 833 a 838 rokiem i objął diecezję Winchester. Jego podpis znajduje się na akcie nadania przechowywanym w archiwum w Canterbury. Akt ten jest potwierdzeniem przez króla Ethelwulfa umowy zawartej w Kingston między arcybiskupem Ceolnothem i królami Egbertem i Ethelwulfem dotyczące przywrócenia do arcybiskupstwa Canterbury ziemi w Mallingum, przyznanej wcześniej przez króla Baldreda. W zamian arcybiskup deklaruje, iż on osobiście i kierowana przez niego wspólnota chrześcijańska będą lojalni władcom Wessex i ich spadkobiercom.
Edhun zmarł w 838 roku. Kolejnym biskupem Winchesteru został biskup Helmstan.